# 葵聯 (選區)
葵聯（英語：Kwai Luen，代號：S02）是香港葵青區議會下轄的選區，2019年設立，2023年取消，末任區議員為民主黨成員吳劍昇。

## 範圍
葵聯選區位於葵涌中部，由葵興及興芳兩個選區分拆而成，範圍包括葵聯邨、芊紅居、新葵興花園及葵康苑，但各個屋苑並不相近。前兩者分別位於葵盛圍及葵芳，後兩者則位於葵興。與其相鄰選區有葵興、葵涌邨南、葵盛東邨、葵盛西邨、興芳及葵芳。選區名稱來自葵聯邨，投票站設於林士德體育館。

## 沿革
2018年選舉管理委員會因應原有興芳選區2019年預計人口會超出法例許可的上限，故增加新選區以吸納超出的人口。原興芳區界內之葵聯邨、芊紅居及葵興選區內的新葵興花園及葵康苑因而被劃出，組成新選區葵聯，使各選區人口調整到法例許可幅度之內。由於諮詢時未有接獲反對，結果落實有關計劃而劃出本區。
2019年區議會選舉，新界社團聯會派出曾為民主建港協進聯盟社區主任的駱小鸞參選本區，而時任民主黨興芳選區議員吳劍昇則轉戰本區。最後吳劍昇以逾八百票之差擊敗主要競爭對手駱小鸞而勝出，當選本區首任議員，另外第三名候選人吳璧龍僅得到34票。2021年7月，吳氏因應政府計劃追討協助民主派初選區議員的酬金津貼傳聞所帶動的區議員辭職潮中，辭去區議員職務。

## 歷屆議員
| 屆別                  | 議員   | 政治聯繫 | 政治聯繫 |
| --------------------- | ------ | -------- | -------- |
| 2020年－2021年7月9日  | 吳劍昇 |          | 民主黨   |
| 2021年7月10日－2023年 | 懸空   | 懸空     | 懸空     |

## 歷屆選舉結果
| 政党   | 政党                 | 候选人    | 票数  | %     | ±      |
| ------ | -------------------- | --------- | ----- | ----- | ------ |
|        | 無黨派               | ①. 吳璧龍 | 34    | 0.63  | 新選區 |
|        | 新界社團聯會/ 民建聯 | ②. 駱小鸞 | 2,296 | 42.27 | 新選區 |
|        | 民主黨               | ③. 吳劍昇 | 3,102 | 57.11 | 新選區 |
| 多数票 | 多数票               | 多数票    | 806   | 14.84 | 新選區 |

## 資料來源與註釋
1. ↑   (PDF). 選舉管理委員會網站2019年區議會一般選舉選區分界建議報告書第一冊. 2018-12-22  [2018-12-22]. （原始内容 (PDF)存档于2019-07-10）.
2. ↑   (PDF).   [2019-11-26]. （原始内容 (PDF)存档于2020-05-10）.
3. ↑   (PDF).   [2019-12-20]. （原始内容存档 (PDF)于2021-05-20）.
4. ↑  （繁體中文）. 蘋果日報. 2019-10-16  [2019-12-07]. （原始内容存档于2019-12-06）.
5. ↑  （繁體中文）. 香港區議會. 2019-11-25  [2019-11-27]. （原始内容存档于2019-11-28）.